# Epanadiplosi
L'epanadiplosi (dal greco epanadíplōsis, «raddoppiamento»), detta anche ciclo o inquadramento, è una figura retorica che consiste nella ricorrenza di una o più parole all'inizio e alla fine di una frase o di un verso.
Esempi:
- Dov'ero? le campane

mi dissero dov'ero.
(Giovanni Pascoli, Patria, 18-19)
- Exi, inquam, age, exi!

(Vattene, ti dico. Forza, vattene!)
(Tito Maccio Plauto, Aulularia)
- Verde que te quiero verde

(Verde, ti voglio verde)
(Federico García Lorca, Romancero gitano, 1928)
Lo schema base può risultare leggermente alterato, con la prima occorrenza non esattamente all'inizio del verso (Dolci a voi l'esche [...] / serbi la terra a voi, Marino) o la seconda non alla fine dell'enunciato (le infinite connotazioni d'un infinito catalogo, Gadda).